# Isle Madame
Isle Madame är en ö i Kanada.   Den ligger i provinsen Nova Scotia, i den östra delen av landet, 1 100 km öster om huvudstaden Ottawa. Arean är 176 kvadratkilometer.
Terrängen på Isle Madame är platt. Öns högsta punkt är 61 meter över havet.
I omgivningarna runt Isle Madame växer i huvudsak blandskog. Runt Isle Madame är det ganska glesbefolkat, med 27 invånare per kvadratkilometer.